# Андроново (Великоустюгский район)
Андроново — деревня в Великоустюгском районе Вологодской области.
Входит в состав Верхневарженского сельского поселения, с точки зрения административно-территориального деления — в Верхневарженский сельсовет.
Расстояние по автодороге до районного центра Великого Устюга — 71 км, до центра муниципального образования Мякинницыно — 1 км. Ближайшие населённые пункты — Большое Ворошнино, Марилово, Мякинницыно, Митихино.
По переписи 2002 года население — 25 человек (14 мужчин, 11 женщин). Всё население — русские.